# Чотиривимірний простір
Чотириви́мірний про́стір (позначення: 4D або {\displaystyle \mathbb {R} ^{4}}) — математичний об'єкт, що узагальнює властивості тривимірного простору. Його не варто плутати з чотиривимірним простором-часом теорії відносності (простором Мінковського).
Алгебрично чотиривимірний простір може бути побудовано як множину векторів з чотирма дійсними координатами. Геометрично в найпростішому випадку чотиривимірний простір розглядається як евклідів простір чотирьох вимірів, у загальнішому розгляді він має неевклідову метрику, змінювану від точки до точки.

## Способи візуалізації чотиривимірних тіл

### Проєкції

Стереографічна проєкція : множина точок (cos(a), sin(a), cos(b), sin(b)), який є підмножиною 3-сфери.

Проєкція — зображення n-вимірної фігури на так званому картинному (проєкційному) підпросторі способом, що є геометричною ідеалізацією оптичних механізмів.
Так, наприклад, у реальному світі, контур тіні предмету — це проєкція контуру цього предмету на пласку чи наближену до пласкої поверхню — проєкційну площину. При розгляді проєкцій чотиривимірних тіл проєціювання здійснюється на тривимірний простір, тобто, по відношенню до чотиривимірного простору, на картинний (проєційний) підпростір (тобто простір з кількістю вимірів або, інакше кажучи, розмірністю, на один меншою, ніж кількість вимірів (розмірність) самого того простору, в якому знаходиться тіло, що проєктується). Проєкції бувають паралельними (проєкційні промені паралельні) та центральними (проєкційні промені виходять із деякої точки). Іноді застосовуються також стереографічні проєкції. Стереографічна проєкція — центральна проєкція, що відбиває n-1-сферу n-вимірної кулі (з однією виколотою точкою) на гіперплощину n-1. n-1-сферою (гіперсферою) називають узагальнення сфери, гіперповерхня в n-вимірному (з кількістю вимірів або розмірністю n) евклідовому просторі, яка утворена точками, рівновіддаленими від заданої точки, званої центром сфери, гіперкулею — тіло (область гіперпростору), обмежене гіперсферою.

### Перерізи

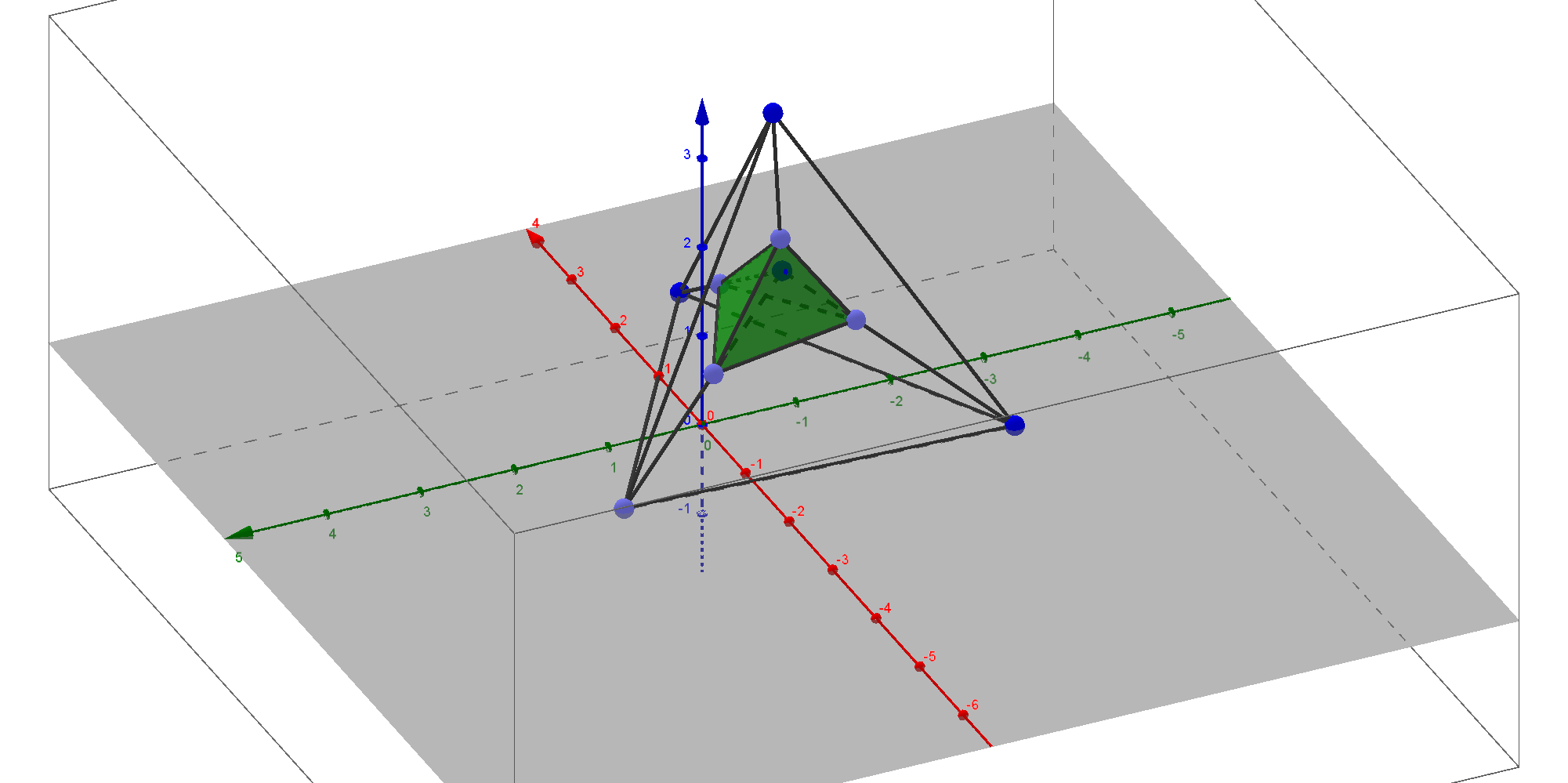
Переріз пентахорона тетраедром у центральній проєкції

Переріз — зображення фігури, утвореної розтином тіла площиною без зображення частин за цією площиною. Подібно до того, як будуються двовимірні перерізи тривимірних тіл, можна побудувати тривимірні перерізи чотиривимірних тіл, причому так само, як двовимірні перерізи одного і того ж самого тривимірного тіла можуть сильно відрізнятися за формою, так і тривимірні перерізи будуть ще більше різноманітними, оскільки змінюватимуть і кількість граней, і кількість сторін у кожної грані перерізу. Побудова тривимірних перерізів складніша, ніж створення проєкцій, оскільки проєкції можна (особливо для нескладних тіл) отримати за аналогією з двовимірними, а перерізи будуються тільки логічним шляхом, при цьому розглядається кожний конкретний випадок окремо.

### Розгортки

Розгортка тесеракту

Розгортка гіперповерхні — фігура, що отримується в гіперплощині (підпросторі) при такому суміщенні точок даної гіперповерхні з цією площиною, при якому довжини ліній залишаються сталими. Аналогічно до того, як тривимірні багатогранники можна скласти з паперових розгорток, багатовимірні тіла можуть бути представлені у вигляді розгорток своїх гіперповерхонь.

## Спроби наукового дослідження
Після того, як Бернгард Ріман у 1853 році теоретично обґрунтував можливість існування n-вимірного простору, спроби виявити та дослідити гіпотетичні додаткові виміри простору неодноразово здійснювали як серйозні науковці, так і всілякі окультисти та відверті шахраї. Англійський математик Чарльз Гінтон опублікував ряд книг на цю тему та глибоко вивчив проблему візуалізації. На його думку наш тривимірний світ розділяє невидимий нам чотиривимірний на дві частини (аналогічно до того, як площина ділить навпіл наш простір). Ці частини він умовно назвав грецькою Ана (верхній світ) і Ката (нижній світ).
У другій половині XIX — початку XX століття вивчення цієї теми було добряче дискредитовано спіритизмом, який розглядав невидимі виміри як оселю душ померлих, а світи Ана і Ката найчастіше уособлювалися з пеклом і раєм; свій внесок зробили філософи та теологи. Разом з тим запитання привертало увагу таких великих науковців, як фізики Вільям Крукс і Вільгельм Вебер, астроном Йоганн Карл Фрідріх Целльнер (автор книги «Трансцендентальна фізика»), нобелівські лауреати лорд Релей і Джозеф Джон Томсон.
В 1920-ті роки з'явилася перша фізична модель п'ятивимірного простору-часу, що включає чотиривимірний простір (теорія Калуци — Клейна); ця теорія дозволяла зв'язати гравітацію та електромагнетизм із геометричними властивостями простору і часу. У сучасній теорії струн простір-час має 11 вимірів.

## У культурі
Тема додаткових вимірів простору та близька до неї тема паралельних світів давно стала популярною у фантастичній і філософській літературі. Герберт Уеллс, який одним із перших описав подорож у часі, в багатьох інших своїх творах порушив також і невидимі виміри простору: «Чудовий візит», «Дивовижний випадок з очима Девідсона», «Кришталеве яйце», «Викрадені тіла», «Люди як боги», «Історія Платтнера». В останній розповіді людина, яка була викинута катастрофою з нашого світу, а потім повернулася, зазнає просторове відображення — наприклад, серце у неї опиняється з правого боку. Володимир Набоков описав аналогічну зміну просторової орієнтації в романі «Дивися на арлекінів!» (1974). У науковій фантастиці другої половини XX століття четвертий вимір використовували такі великі письменники, як Айзек Азімов, Артур Кларк, Фредерик Пол, Кліффорд Саймак і багато інших. Створення чотиривимірного тесеракту лежить в основі сюжету розповіді Роберта Гайнлайна — «І побудував він будинок».
У містичний літературі четвертий вимір нерідко описується як оселя демонів або душ померлих. Ці мотиви зустрічаються, наприклад, у Джорджа Макдональда (роман «Ліліт»), у деяких розповідях Амброза Бірса, в розповіді А. П. Чехова «Таємниця». В романі Дж. Конрада і Ф. М. Форда «Спадкоємці» (1901) мешканці четвертого виміру намагаються захопити наш Всесвіт.
Концепція четвертого виміру зробила значний вплив на образотворче мистецтво. Роль перспективи знизилася; наприклад, кубісти (Пікассо, Метценже та інші) у своїх картинах часто зображали людей і предмети одночасно в різних ракурсах, тим самим начебто додаючи їм вимірів (див., наприклад, картину «Авіньйонські дівиці»). Гійом Аполлінер 1913 року писав:

Сьогодні науковці більше не обмежують себе трьома вимірами Евкліда. І художники, що цілком природно (хоча хтось і скаже, що тільки завдяки інтуїції), залучили нові можливості просторових вимірів, що мовою сучасних студій стало називатися четвертим виміром. Існуючи у свідомості образом пластики предмету, четвертий вимір зароджується завдяки трьом відомим вимірам: воно є неосяжність простору в усіх напрямках у кожну мить. Це сам простір, сам вимір нескінченності; четвертий вимір наділяє предмети пластичністю.

Пошуком нових засобів займався сюрреаліст Марсель Дюшан, добре знайомий з багатовимірною математикою та методами її візуалізації. Серед найхарактерніших зразків його творчості — картини «Оголена на сходах, № 2» і «Велике скло». Аналогічні мотиви прослідковуються у футуристів, супрематистів («роботи Малевича цього періоду нагадують пласкі перерізи об'єктів з вищих вимірів») і сюрреалістів. У Сальвадора Далі є картини «Розп'яття, чи Гіперкубічне тіло» та «У пошуках четвертого виміру».

## Інтернет-ресурси
- Як насправді виглядає 4D світ?